# Kahlerella
Kahlerella es un género de foraminífero bentónico de la subfamilia Schwagerininae, de la familia Schwagerinidae, de la superfamilia Fusulinoidea, del suborden Fusulinina y del orden Fusulinida. Su especie tipo es Pseudofusulina juresanensis. Su rango cronoestratigráfico abarcaba desde el Gzheliense (Carbonífero superior) hasta el Asseliense (Pérmico inferior).

## Discusión
Clasificaciones más recientes incluyen Kahlerella en la superfamilia Schwagerinoidea, y en la subclase Fusulinana de la clase Fusulinata. Algunas clasificaciones incluyen Kahlerella en la subfamilia Rugosofusulininae y en la familia Rugosofusulinidae.

## Clasificación
Kahlerella incluye a las siguientes especies:
- Kahlerella alpina †
  - Kahlerella alpina gigantea †
- Kahlerella kirgisica †